# David K. Watson

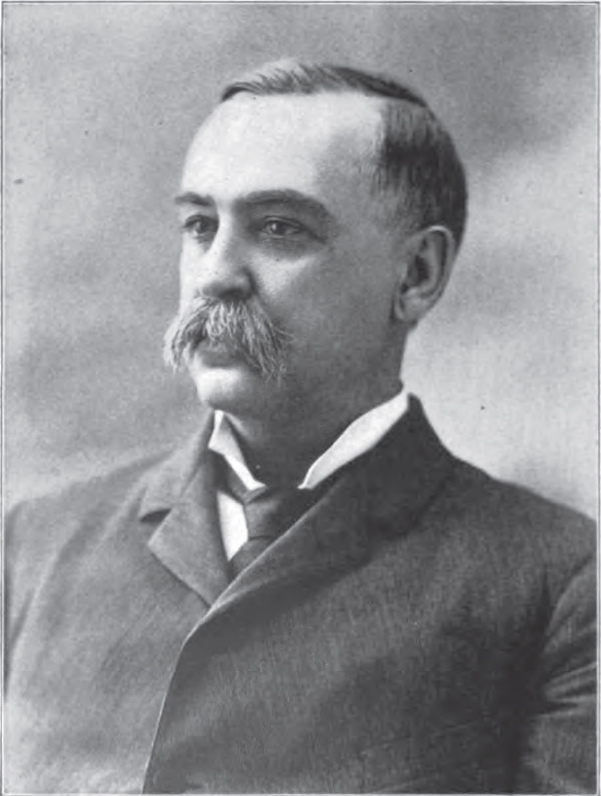
David K. Watson

David Kemper Watson (* 18. Juni 1849 bei London, Ohio; † 28. September 1918 in Columbus, Ohio) war ein US-amerikanischer Politiker. Zwischen 1895 und 1897 vertrat er den Bundesstaat Ohio im US-Repräsentantenhaus.

## Werdegang
David Watson studierte bis 1871 am Dickinson College in Carlisle (Pennsylvania). Nach einem anschließenden Jurastudium an der Boston University und seiner 1873 erfolgten Zulassung als Rechtsanwalt begann er in diesem Beruf zu arbeiten. Während der Präsidentschaft von Chester A. Arthur (1881–1885) fungierte er als stellvertretender Bundesstaatsanwalt für den südlichen Teil des Staates Ohio. Zwischen 1887 und 1891 war er als Nachfolger von Jacob A. Kohler Attorney General seines Heimatstaates. Dabei gewann er im Jahr 1890 einen Prozess gegen die Standard Oil Company wegen Verstößen gegen die Anti-Trustgesetze. Als Folge wurde die Gesellschaft aufgesplittert und als Trust zerschlagen. Im Jahr 1892 war er Berater der Bundesbehörden bei der juristischen Auseinandersetzungen mit den Pacific Railroads.
Politisch schloss sich Watson der Republikanischen Partei an. Bei den Kongresswahlen des Jahres 1894 wurde er im zwölften Wahlbezirk von Ohio in das US-Repräsentantenhaus in Washington, D.C. gewählt, wo er am 4. März 1895 die Nachfolge von Joseph H. Outhwaite antrat. Da er im Jahr 1896 nicht bestätigt wurde, konnte er bis zum 3. März 1897 nur eine Legislaturperiode im Kongress absolvieren.
Nach seiner Zeit im US-Repräsentantenhaus praktizierte David Watson wieder als Anwalt. Präsident William McKinley berief ihn in eine Kommission zur Überarbeitung der Bundesgesetze. Er starb am 28. September 1918 in Columbus, wo er auch beigesetzt wurde.